# شريعة سيد عبود (غرب كارون)
شريعة سيد عبود (بالفارسية: شریعه سیدعبود) هي منطقة سكنية تقع في إيران في قسم غرب كارون الريفي. يقدر عدد سكانها بـ 62 نسمة بحسب إحصاء 2016.